# سیارک ۱۳۴۱۴
سیارک ۱۳۴۱۴ (به انگلیسی: 13414 Grantham، نامگذاری:1999UN25)۱۳۴۱۴مین سیارک کشف شده‌است که در ۲۹ اکتبر ۱۹۹۹ کشف شد.